# Jenny Eidolf
Jenny Maria Eidolf (ur. 1 sierpnia 1971 w Uppsali) – szwedzka narciarka, specjalistka narciarstwa dowolnego. Jej najlepszym wynikiem na mistrzostwach świata jest 9. miejsce w jeździe po muldach podwójnych na mistrzostwach w Meiringen. Zajęła także 21. miejsce w jeździe po muldach na igrzyskach olimpijskich w Nagano. Najlepsze wyniki w Pucharze Świata osiągnęła w sezonie 1996/1997, kiedy to zajęła 27. miejsce w klasyfikacji generalnej, a w klasyfikacji jazdy po muldach była dziewiąta.
W 1999 r. zakończyła karierę.

## Sukcesy

### Igrzyska olimpijskie
| Miejsce | Dzień     | Rok  | Miejscowość | Konkurencja      | Zwycięzca  |
| ------- | --------- | ---- | ----------- | ---------------- | ---------- |
| 21.     | 11 lutego | 1998 | Nagano      | Jazda po muldach | Tae Satoya |

### Mistrzostwa Świata
| Miejsce | Dzień     | Rok  | Miejscowość | Konkurencja      | Zwycięzca      |
| ------- | --------- | ---- | ----------- | ---------------- | -------------- |
| 26.     | 18 lutego | 1995 | La Clusaz   | Jazda po muldach | Candice Gilg   |
| 12.     | 8 lutego  | 1997 | Iizuna      | Jazda po muldach | Candice Gilg   |
| 18.     | 10 marca  | 1999 | Meiringen   | Jazda po muldach | Ann Battelle   |
| 9.      | 14 marca  | 1999 | Meiringen   | Muldy podwójne   | Sandra Schmitt |

### Puchar Świata

#### Miejsca w klasyfikacji generalnej
- 1993/1994 – 94.
- 1994/1995 – 51.
- 1995/1996 – 56.
- 1996/1997 – 27.
- 1997/1998 – 28.
- 1998/1999 – 47.

#### Miejsca na podium
1. Hasliberg – 8 lutego 1995 (Jazda po muldach) – 3. miejsce
2. Tignes – 5 grudnia 1997 (Jazda po muldach) – 2. miejsce
3. Breckenridge – 30 stycznia 1998 (Jazda po muldach) – 1. miejsce
4. Breckenridge – 30 stycznia 1998 (Jazda po muldach) – 3. miejsce
5. Altenmarkt – 15 marca 1998 (Muldy podwójne) – 2. miejsce

- W sumie 1 zwycięstwo, 2 drugie i 2 trzecie miejsca.